# 国際連合安全保障理事会決議78
国際連合安全保障理事会決議78（こくさいれんごうあんぜんほしょうりじかいけつぎ78、英: United Nations Security Council Resolution 78, UNSCR78）は、1949年10月18日に国際連合安全保障理事会決議で採択された決議。軍備の規制・削減に関してのものである。
国際連合通常兵器委員会が採択した国際連合総会決議192の実施に関する作業文書に含まれる提案を受領し検討したので、理事会は、事務総長がこれらの提案及び理事会及び通常兵器委員会におけるこの問題に関する討議の記録を総会に送付することを要請した。
決議は、ウクライナ・ソビエト社会共和国とソビエト連邦からの棄権2票があったものの賛成9票・反対0票で採択された。

## 詳細
以下はその和訳。
安全保障理事会は、
1948年11月19日の総会決議192（III）の実施に関する作業文書に含まれ、1949年8月1日に開催された通常兵器委員会の第19回会合で採択された提案を受領、及び検討し、20
事務総長に対し、これらの提案およびこの問題に関する安全保障理事会および通常兵器委員会における討議の記録を総会に送付するよう要請する。

20 安全保障理事会第4年公式記録、1949年9、10、11、12 月分補足、文書 S/1372、附属書Iを参照のこと。